# 八尾市立安中小学校
八尾市立安中小学校（やおしりつ やすなか しょうがっこう）は、大阪府八尾市にある公立小学校。
学校敷地には、769年に称徳天皇が弓削道鏡とともに参詣したと伝えられる「龍華寺」跡の碑が建てられている。

## 沿革
中河内郡龍華国民学校（現在の八尾市立龍華小学校）安中分教場として1943年（昭和18年）に設置認可された。校舎工事を経て、翌1944年（昭和19年）より、当時の中河内郡龍華町のうち関西本線線路以北の地域に在住する1年生 - 4年生の児童を受け入れて授業を開始した。
学制改革や八尾市への合併を経て、5年後の1949年（昭和24年）に八尾市立安中小学校として独立校となった。当初は4年生までの児童で開校したが、翌1950年（昭和25年）に龍華小学校から校区内在住の新6年生児童を受け入れ、全学年がそろった。
八尾市立安中幼稚園が一時期校内に併設されていたが、同幼稚園は別の場所に独立園舎を設置して移転している。

### 年表
- 1943年1月23日 - 中河内郡龍華国民学校安中分教場として設置認可。
- 1944年5月9日 - 校舎の使用を開始。
- 1947年4月1日 - 学制改革により、龍華町立龍華小学校安中分教場と称する。
- 1948年4月1日 - 龍華町など5町村が合併し八尾市が発足したことに伴い、八尾市立龍華小学校安中分教場と称する。
- 1949年4月1日 - 八尾市立安中小学校として独立開校。龍華小学校分教場から2-4年生を引き継ぐ。
- 1950年4月8日 - 龍華小学校より新6年生を引き継ぐ。
- 1950年4月25日 - 創立記念式典を実施。この日を創立記念日とする。
- 1963年4月1日 - 養護学級を設置。
- 1966年4月25日 - 八尾市立安中幼稚園を学校敷地内に併設。
- 1971年6月 - 安中幼稚園が独立園舎へ移転。
- 1975年4月1日 - 八尾市立高美南小学校を分離。
- 1978年 - 八尾市教育委員会から、同和教育の研究校に指定される。
- 1987年 - 大阪府教育委員会・八尾市教育委員会から、養護教育の研究校に指定される。

## 通学区域
- 八尾市 陽光園、明美町、安中町、渋川町3丁目 - 7丁目

卒業生は八尾市立成法中学校に進学する。

## 交通
- 関西本線（大和路線） 八尾駅 北東へ約450m。